# Christopher Ojeda
Christopher Antonio Ojeda Leal (Santiago, Chile, 25 de julio de 1991) es un futbolista chileno. Juega de delantero y su equipo actual es el Deportes Santa Cruz de la Primera B de Chile.

## Clubes
| Club                  | País      | Año       |
| --------------------- | --------- | --------- |
| Audax Italiano        | Chile     | 2009-2010 |
| Sportivo Las Parejas  | Argentina | 2010      |
| Iberia                | Chile     | 2011      |
| Deportes Pintana      | Chile     | 2011-2016 |
| Deportes Valdivia     | Chile     | 2016-2021 |
| Deportes Puerto Montt | Chile     | 2021-2022 |
| Deportes Recoleta     | Chile     | 2023      |
| Deportes Santa Cruz   | Chile     | 2024-Act. |